# Takvim-i Vekayi

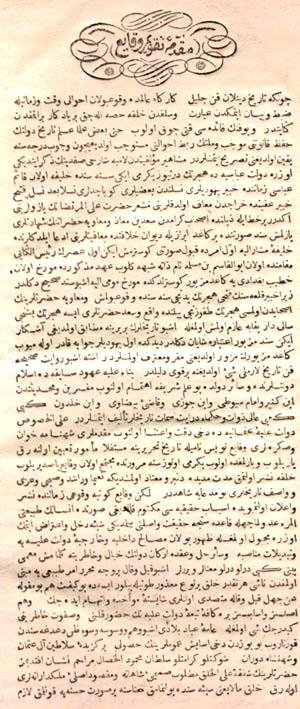
Il Takvim-i Vekayi, edizione turca ottomana (1831).

Il Takvim-i Vekayi (in turco ottomano تقویم وقایع, "Calendario degli eventi" o degli avvenimenti) è stato il primo giornale interamente in lingua turca. Fu lanciato nel 1831 dal sultano Mahmud II, come Gazzetta Ufficiale dell'Impero ottomano prendendo il posto del Moniteur ottoman. Con l'inizio del periodo di riforme del Tanzimat, il Takvim-i Vekayi venne prodotto in diverse versioni linguistiche. Cessò le pubblicazioni nel 1878, riprendendole nel 1891-1892 prima di essere nuovamente chiuso. Riprese nel 1908 fino al 1922 circa. Nel periodo 1831-1878 pubblicò un totale di 2119 numeri, una media di poco meno di uno alla settimana.
Oltre al turco ottomano, aveva versioni in francese, armeno e greco. Il titolo della versione greca, Othōmanikos Minytōr (Οθωμανικός Μηνύτωρ) derivava dal francese Moniteur Ottoman. Strauss riporta che "alcuni scrittori" hanno affermato che esistevano versioni in arabo e persiano.

## Contesto e i primi anni di pubblicazione
Il Takvim-i Vekayi fu pubblicato per la prima volta sotto Mahmud II nel 1831. Il suo regno si trovò all'inizio del periodo riformistico del Tanzimat nell'Impero ottomano. Molte delle riforme di questo periodo furono pesantemente influenzate dalle relazioni con l'Europa e dalle nuove idee europee insegnate nelle scuole dell'Impero ottomano. Prima di Mahmud II, Selim III fu uno dei primi sultani a stabilire relazioni con le potenze europee. Tra gli anni 1793-1796 stabilì le prime ambasciate a Londra, Vienna, Berlino e Parigi ma nel 1807 fu rovesciato dagli ulema e dai giannizzeri i quali non gradivano l'influenza francese che il sovrano stava consentendo. Mustafa IV succedette al regno.
Mahmud II salì successivamente al trono e pose immediatamente le fondamenta del potere dando posizioni ai sostenitori delle sue convinzioni nell'autorità degli ulema, nel servizio degli scriba e nell'esercito. Il sultano voleva un governo centralizzato con un maggiore controllo per gli ayan (notabili locali) invece degli ulama. Riorganizzò l'esercito e abolì il corpo dei giannizzeri durante l'evento noto come incidente di buon auspicio. Per rafforzare una presa centralizzata sulle province creò un sistema postale, maggiori infrastrutture come le strade e il Takvim-i Vekayi.
L'Impero ottomano aveva un giornale francese dal 1796 e uno da Smirne dal 1824, ma erano letti solo dagli stranieri dell'impero. Il Takvim-i Vekayi fu il primo giornale ufficiale dell'Impero ottomano. All'inizio della sua pubblicazione venne anche stampato in una versione francese. Esad Erbili fu il primo editore. Il giornale circolava principalmente nei dintorni della capitale e veniva letto dall'élite, ma era comunque molto utile per l'uso governativo.
Gli statisti all'inizio del periodo di riforma del Tanzimat ritenevano necessario di trovare un modo per centralizzare l'impero e in una modalità completamente diversa da quella che avevano fatto gli ex capi. Molti storici pensano che le riforme economiche di questo periodo siano state un fallimento, ma le riforme relative alle comunicazione abbiano invece rappresentato un successo. Per realizzare la centralizzazione occorreva consolidare i moduli e i registri governativi. Limitando le forme ridondanti e pubblicando il Takvim-i Vekayi gli statisti furono in grado di pubblicizzare l'attività e gli avvisi di governo in un unico luogo. Anche altre forme di nuovi mezzi mediatici come gli annuari e i volumi di testi giuridici furono pubblicati per aiutare a centralizzare il governo.

## Distribuzione
La distribuzione del Takvim-i Vekayi oscillò nella circolazione a seconda del periodo di tempo. Nelle fasi iniziali solo i dipendenti pubblici, le élite e gli uomini d'affari leggevano il giornale, il quale era inoltre letto per lo più nei dintorni della capitale, non nelle province lontane. La circolazione crebbe solo durante l'era hamidiana per via dell'aumento dell'alfabetizzazione.
Il titolo del precursore francese Moniteur Ottoman fu trasformato nel titolo della versione greca, Othōmanikos Mēnytōr (in greco Οθωμανικός Μηνύτωρ?).

## Censura durante l'epoca hamidiana
Abdul Hamid II non voleva alcuna nozione di liberalismo, nazionalismo e costituzionalismo nella stampa. Gli affari correnti non furono più pubblicati durante il suo governo. Il Takvim-i Vekayi fu quindi riempito di note legali governative ed enciclopediche come articoli su scienze, matematica e altri argomenti accademici.
Sotto il governo di Abdul Hamid II la censura di stampa era esercitata da un gruppo considerevolmente numeroso di persone. La Direzione della Stampa Nazionale nel 1908 comprendeva dodici müfettiş (ispettori), cinque mumeyyiz (assistenti) e cinque impiegati esaminatori. Essi censuravano il giornale, altre tipografie e il teatro.
Durante il regno di Abdul Hamid II un blocco della pubblicazione del Takvim-i Vekayi fu causato da quello che molti storici pensano sia stato un errore di un tipografo durante la pubblicazione di un atto giuridico. Durante questo periodo furono autorizzate altre pubblicazioni ma il Takvim-i Vekayi venne chiuso fino alla fine del suo regno nel 1909. La censura del sultano bloccò la diffusione di notizie rivoluzionarie. Gli eventi in Macedonia durante la rivolta dei Giovani Turchi viaggiarono lentamente in tutto l'impero a causa della censura di stampa.
Pur con la censura, le altre riforme di Abdul Hamid II in materia di istruzione provocarono la circolazione del giornale tra le 12.000 e le 15.000 persone, molto più che durante il periodo del Tanzimat.

## Influenza sui movimenti politici

### I Giovani ottomani
Il movimento dei giovani ottomani si basava su giovani istruiti nell'Ufficio di traduzione. Essi ricevevano un'educazione occidentale in cui veniva loro insegnato il liberalismo europeo ma credevano nel patriottismo ottomano e nella creazione di un governo costituzionale basato sulle tradizioni islamiche. Pensavano che il governo di Mahmud II fosse basato troppo pesantemente sulle influenze europee e volevano utilizzare i progressi occidentalizzati nel mondo accademico ma implementarli in un contesto islamico. Vedevano il Takvim-i Vekayi come un documento ufficiale del governo, utilizzato solo per la tenuta dei registri. Erano tuttavia ispirati a pubblicare i loro ideali sui giornali di proprietà privata.
Il primo giornale turco ottomano di proprietà privata fu il Ceride-i Havadis (Cronaca degli eventi) pubblicato nel 1840 che includeva maggiori notizie e sviluppi internazionali rispetto al Takvim-i Vekayi. Ciò stimolò la creazione di più giornali per aiutare la causa dei giovani ottomani.

### I Giovani turchi
I Giovani Turchi videro anch'essi l'importanza dei media e del Takvim-i Vekayi. Quando salirono al potere, ripresero la pubblicazione del Takvim-i Vekayi e attraverso l'ufficio della Direzione della Compilazione Legale pubblicarono i mandati legali ufficiali. Ciò fu fatto in concomitanza con la stampa di copie di certificati legali che i funzionari del governo potevano avere e diffondere in tutto l'impero.

## Contenuti degni di nota
- Nel 1830 Mahmud II riorganizzò l'esercito nella speranza di avere una forza ausiliaria in tutto l'impero che avrebbe aiutato la sicurezza provinciale e avrebbe svolto i lavori agricoli durante i periodi di pace. Per ottenere il supporto per questo esercito pubblicò il suo piano nel Takvim-i Vekayi. Nel 1836 il giornale affermò che erano stati istituiti 33 nuovi battaglioni.[13]
- Sotto il governo del sultano Abdul Hamid II il giornale servì da fonte per la legislazione ufficiale. Il decreto del luglio 1872 definiva i ruoli che il Consiglio di Stato e il Consiglio dei ministri avevano nel processo legislativo. Dopo questo punto le leggi, una volta fatte, venivano stampate sul giornale e, a quindici giorni dalla loro pubblicazione, entravano in vigore. Se il giornale non era frequentemente distribuito in una zona, la legge sarebbe stata annunciata pubblicamente in tale provincia per quindici giorni e poi sarebbe entrata in vigore.[11]
- Durante il primo periodo costituzionale dell'Impero ottomano, la Camera dei Deputati, ai sensi dell'articolo 78 della nuova costituzione, stabiliva che tutte le sedute fossero pubbliche o registrate per il pubblico. Molte volte la Camera dei Deputati si riuniva in segreto e non rivelava le proprie sessioni. Le sessioni che erano pubbliche o chiuse al pubblico ma non segrete erano documentate e pubblicate nel Takvim-i Vekayi. I verbali di queste sessioni erano inizialmente brevi ma crescevano in lunghezza e in dettagli nel giornale man mano che proseguivano.[14]
- Ad un certo punto furono pubblicati nel Takvim-i Vekayi complessi programmi di studio per gli studenti dell'Ufficio di traduzione da cui studiare.[9]
- L'annuncio di Cemal Jamal Efendi come membro del Consiglio nell'agosto 1870 fu pubblicato sul giornale. Spesso, quando qualcuno raggiungeva una posizione politica, veniva annunciato.[15]

## Fine della pubblicazione
Il 1º novembre 1922 la Grande Assemblea Nazionale decise di porre fine al sultanato e all'Impero ottomano. Dopo 4.891 numeri tra il 1831 e il 1922, il Takvim-i Vekayi pubblicò il suo ultimo numero il 4 novembre 1922.